# Erythrokeratodermie
Erythrokeratodermie, „Verhornende Hautrötungen“ (von altgriechisch ἐρυθρός erythrós, deutsch ‚rot‘, κέρας kéras, deutsch ‚Horn‘ und δέρμα dérma, deutsch ‚Haut‘) bezeichnet eine Gruppen von angeborene Erkrankungen mit einer die Haut der Hände und Füße betreffenden Verhornungsstörung (Hyperkeratose) zusammen mit Erythrodermie (Hautrötungen).
Hauptmerkmale sind das Auftreten von eher flüchtigen und wandernden Erythemata und hartnäckigeren hyperkeratotischen Plaques.
Hierunter fallen eine Reihe von Erkrankungen.

## Klassifikation
- Erythrokeratodermia variabilis
- Erythrokeratodermia progressiva symmetrica
- Erythrokeratoderma en cocardes Degos
- Erythrokeratodermia papillaris et reticularis, nicht familiäre Form, verwandt oder identisch mit der  Papillomatosis confluens et reticularis. Auftreten im 20.–40. Lebensjahr epigastrisch und im Nacken, Handflächen und Fußsohlen nicht betroffen.[3]

## Syndromale Formen
Erythrokeratodermien können zusammen mit anderen Erkrankungen als Syndrom auftreten:
- Ataxie, spinozerebelläre, Typ 34 (Erythrokeratodermie mit Ataxie)[4]
- Hypotrichosis-deafness syndrome (Hypotrichosis-Taubheits-Syndrom)[5]
- Kongenitales nicht-bullöses ichthyosiformes Erythroderma, bereits bei Neugeborenen auftretend, autosomal-rezessiv vererbt mit Mutationen am ALOX12B-, ALOXE3- (beide kodieren für Lipoxygenasen, beteiligt in der Proliferation und Spezialisierung von Hautzellen) oder NIPAL4-Gen bei den meisten Fällen[6]
- Bullöses kongenitiales ichthyosiformes Erythroderma (Erythrodermia congenitalis ichthyosiformis bullosa; Erythrodermia ichthyosiformis congenitalis Brocq; Keratosis rubra congenita Rille; Epidermolytic hyperkeratosis; epidermolytische Hyperkeratose) mit Mutationen am KRT1 und KRT10 im Chromosom 12 am Genort q13 bzw. im Chromosom 17 an q21-q22. Bereits ab Geburt auftretende generelle Erythrodermie mit blasiger Hautablösung und schmerzhaften Hyperkeratosen.[3][7]